# Josip Šišković
Josip hrabě Šišković (Joseph Graf Siskovics) (2. července 1719, Segedín – 28. prosince 1783, Praha) byl rakouský generál chorvatského původu. Od mládí sloužil v císařské armádě, několikrát se vyznamenal za sedmileté války. Během úspěšné kariéry v armádě byl povýšen na barona (1756) a hraběte (1775). Závěr aktivní vojenské služby strávil jako vrchní velitel v Českém království. Zemřel v Praze a je pohřben v katedrále sv. Víta.

## Životopis
Pocházel z bohaté chorvatské rodiny, byl nejmladším ze šesti dětí Andrijii Šiškoviće, který byl senátorem v Segedínu. Jako devatenáctiletý vstoupil do císařské armády a vyznamenal se během války o rakouské dědictví, kdy bojoval v Bavorsku a Nizozemí, mezitím sloužil také v Košicích a Petrovaradínu. Postupoval v hodnostech (kapitán 1742, major 1745) a po roce 1748 sloužil u vojenské posádky v Praze. V roce 1750 byl povýšen na plukovníka a v roce 1756 získal titul barona. Na začátku sedmileté války vynikl v bitvě u Kolína, kde byl těžce zraněn. Za to byl povýšen do hodnosti generálmajora (respektive generálního polního vachtmistra; 1757) a o rok později získal Řád Marie Terezie. S generálem Laudonem se vyznamenal v bitvě u Domašova (1758), znovu byl těžce zraněn v bitvě u Hochkirchu (1758). Ve čtyřiceti letech byl povýšen do hodnosti polního podmaršála (1759) a od roku 1760 do konce sedmileté války byl náčelníkem štábu maršála Dauna.
V roce 1763 byl jmenován členem dvorské válečné rady, krátce nato byl jako vojensko-politický komisař vyslán do Sedmihradska, kde potlačil povstání Sikulů. V roce 1765 obdržel komandérský kříž Řádu Marie Terezie a v roce 1767 dosáhl hodnosti polního zbrojmistra. Od roku 1769 byl velitelem na Vojenské hranici. V letech 1775–1779 byl zemským velitelem v Haliči, která připadla habsburské monarchii při dělení Polska. V roce 1775 byl povýšen do hraběcího stavu. Závěr své kariéry strávil jako zemský velitel v Českém království (1779–1783). Zemřel v Praze a je pohřben v kapli sv. Zikmunda v katedrále sv. Víta. Je také posledním vojákem pochovaným v této katedrále.
V roce 1759 se oženil s baronkou Barbarou Harruckernovou (*1739) z uherské šlechty, manželství zůstalo bez potomstva. Vlastnila statky v jižním Maďarsku (Mezőberény), které musela kvůli zadlužení prodat v roce 1798.